# Viktor Kjäll
Viktor Kjäll (* 13. Juni 1985 in Västerås) ist ein schwedischer Curler. 
Bei der Curling-Europameisterschaft 2009 in Aberdeen war Kjäll als Lead im Team mit Skip Niklas Edin, Third Sebastian Kraupp, Second Fredrik Lindberg, Alternate Oskar Eriksson und  gewann die Goldmedaille. Die Round Robin hatte das Team als Dritter abgeschlossen. Das Page-Playoff-Spiel gewann man gegen Norwegen mit 6:3. Im Finale setzte man sich mit 6:5 gegen die Schweiz durch. 
Bei den Olympischen Winterspielen 2010 in Vancouver stand er mit seiner Mannschaft im kleinen Finale und spielte um die Bronzemedaille. Das Spiel um Platz 3 verlor er dieses Mal gegen das Schweizer Team um Skip Markus Eggler mit 4:5. 